# Hermann Tilke

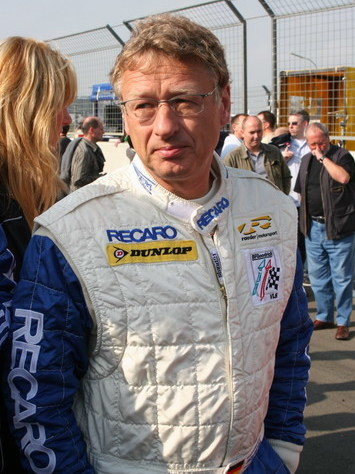
Hermann Tilke (2009)

Hermann Tilke (* 31. Dezember 1954 in Olpe) ist ein deutscher Bauingenieur, Entwickler von Test- und Formel-1-Rennstrecken sowie Rennfahrer.

## Berufskarriere
Hermann Tilke schloss sein Studium des Bauingenieurwesens mit der Vertiefung Verkehrswesen an der Fachhochschule Aachen 1982 ab. Außerdem fuhr er im Rennsport mit und kam so zum Rennstreckenbau. Von der Nürburgring GmbH bekam er den ersten kleinen Auftrag: den Bau eines kurzen Zufahrtsweges für 600 DM.
Das Büro Tilke Ingenieure & Architekten wurde 1983 in Aachen gegründet und gilt als ein führender Dienstleister in der Planung und dem Bau von Renn- und Teststrecken.
Zum Leistungsumfang gehört der Bau technisch und architektonisch hochmoderner Rennstrecken mit angrenzenden Tribünen, Boxengebäuden, Team Buildings und anderen infrastrukturellen Anlagen unter Einbeziehung individueller Kundenwünsche und der sich ständig ändernden Streckenlayouts und Sicherheitsmaßnahmen.
Tilke ist neben den Entwicklungen rund um den Rennsport auch mit Planung und Bau von Hotels, Verwaltungsgebäuden, Wohngebäuden, Einkaufszentren sowie Sport- und Freizeitanlagen befasst.
Die Firma beschäftigt weltweit mehr als 350 Ingenieure und Architekten mit Büros in Deutschland, Bahrain, den Vereinigten Arabischen Emiraten, Mexiko, Kasachstan und Aserbaidschan. Das Leistungsspektrum umfasst die Bereiche Architektur, Ingenieurwesen, Haustechnik, Elektrotechnik und Stadtplanung, angefangen von der Konzeption, über die Planung bis zur Bauleitung und Projektsteuerung.
Durch die Entwicklung zahlreicher Änderungen im Sicherheitsbereich konnte Hermann Tilke sich insbesondere eine große Anzahl an Projekten in der Formel 1 sichern. Einige seiner Projekte sind:
- Sepang International Circuit, Malaysia, 1999
- Bahrain International Circuit, Bahrain, 2004
- Shanghai International Circuit, VR China, 2004
- Istanbul Park Circuit, Türkei, 2005
- Autodromo Enzo e Dino Ferrari, Italien, 2006 (Umbau, seither Autodromo Internazionale Enzo e Dino Ferrari di Imola)
- Yas Marina Circuit, Abu Dhabi, 2009
- Korean International Circuit, Südkorea, 2010
- Buddh International Circuit, Indien, 2011
- Circuit of The Americas, USA, 2012
- Formel-1-Rennstrecke New Jersey, USA, 2014 (geplant)[3]
- Sochi Autodrom, Russland, 2014
- Chang International Circuit, Thailand, 2014
- Baku City Circuit, Aserbaidschan, 2016
- Hanoi Street Circuit, Vietnam, 2020 (geplant)[4]
- Jeddah Street Circuit, Saudi-Arabien, 2021[5]

Damit wurden sieben der 2010 benutzten 19 Formel-1-Strecken durch ihn realisiert. Hermann Tilke war außerdem an den Umbauten des Österreichrings in Österreich, des Hockenheimrings in Deutschland und des Fuji International Speedway in Japan beteiligt. Als seine Besonderheit bezeichnet er, dass er von der Planung bis zur Realisierung neben der Strecke selbst auch von Tribünen und Nebengebäuden alles aus einer Hand anbietet.
Seit Jahren plant Hermann Tilke auch am Nürburgring. Neben dem Boxengebäude und der Bilsteintribüne sowie der neuen Streckenführung (Mercedes-Arena) zeichnete Tilke auch verantwortlich für das Projekt Nürburgring 2009.
Auf seine Arbeit als Streckendesigner angesprochen, äußerte Tilke, er selbst sehe sich eher als Ingenieur denn als Künstler.

## Rennkarriere
Hermann Tilke nahm ab den 1980er Jahren mit Tourenwagen an VLN-Langstreckenrennen und den 24-h-Rennen auf der Nordschleife teil. Er gewann zusammen mit Dirk Adorf 2003 und 2004 einige VLN-Läufe mit einem Wagen der V8-Star-Klasse. In der Saison 2008 startete er zusammen mit Dirk Adorf in einem von Raeder Motorsport aufgebauten Lamborghini Gallardo in der VLN. 1984 fuhr er bei der Tourenwagen-Europameisterschaft mit.

## Kritik
Tilkes Streckendesigns sind seit Jahren Gegenstand von harscher Kritik. Die britische Zeitung The Guardian bemerkte 2009, Tilke „werde vorgeworfen, langweilige Strecken zu kreieren und, noch schlimmer, legendäre Rennstrecken wie Hockenheim verunstaltet zu haben.“
2011 warf der dreimalige Weltmeister Jackie Stewart Tilke in seiner Kolumne im Daily Telegraph vor, die Bedürfnisse der Zuschauer zu ignorieren und Überholmanöver unnötig zu erschweren. „Ich befürchte er hat nicht besonders viel für die Zuschauer gemacht. (...) Vereinfacht gesagt: Die meisten dieser Strecken sind Kopien voneinander und sie neigen dazu, Fehler nicht mehr so zu bestrafen.“ Mark Webber und Williams-Technikchef Sam Michael pflichteten Stewart daraufhin bei. Der Ex-Weltmeister Alan Jones bezeichnete 2010 in einem Interview Tilkes Designs als „langweilig“ und ergänzte: „bloß eine Kurve mit konstantem Radius nach der anderen.“